# Bahet Corona
Bahet Corona est une corona, formation géologique en forme de couronne, située sur la planète Vénus par 48,4° N et 0,1° E. Elle est localisée dans le quadrangle de Bereghinya Planitia. Elle a été nommée en référence à Bahet, déesse égyptienne de la richesse et de l'abondance. 

## Géographie et géologie
Bahet Corona couvre une surface circulaire d'environ 145 km de diamètre. 